# بافت روستای مزینان
بافت روستای مزینان مربوط به دوره صفوی تا دوره قاجار است و در شهرستان داورزن، بخش مرکزی، روستای مزینان واقع شده و این اثر در تاریخ ۲۳ شهریور ۱۳۸۲ با شمارهٔ ثبت ۱۰۱۷۵ به‌عنوان یکی از آثار ملی ایران به ثبت رسیده است.